# Helen Heslop
Pour les articles homonymes, voir Heslop.
Helen Elisabeth Heslop est une médecin-chercheur néo-zélandaise dont les intérêts cliniques portent sur les greffes de cellules souches hématopoïétiques. Les intérêts de recherche de Heslop portent sur l'immunothérapie pour traiter les infections virales post-greffe et les hémopathies malignes. Elle est professeure au département de médecine et de pédiatrie du Baylor College of Medicine et directrice du Center for Cell and Gene Therapy (en) du Baylor College of Medicine, du Texas Children's Hospital (en) et du Houston Methodist Hospital (en).

## Éducation
Heslop, fille du chirurgien John Herbert Heslop (en) et de l'immunologiste Barbara Farnsworth Heslop, a grandi en Nouvelle-Zélande. Elle a fait ses études à la Kaikorai Valley High School (en) à Dunedin avant de fréquenter l'université d'Otago, d'où elle a obtenu son diplôme de Bachelors of Medicine and Surgery en 1980. Elle était membre du département d'hématologie du Royal Free Hospital de Londres, en Angleterre, où elle a mené des recherches sur l'immunologie de la transplantation, ce qui a conduit à l'attribution du doctorat en médecine à Otago en 1990. Elle a complété une bourse de recherche postdoctorale au St. Jude Children's Research Hospital à Memphis, Tennessee.
Le premier poste de professeur de Heslop a été celui de membre adjoint de la division de greffe de moelle osseuse du département d'hématologie-oncologie de l'hôpital de recherche pour enfants St Jude. Elle est devenue membre associée en 1994. Elle a également occupé le poste de professeur agrégé au département de pédiatrie de l'Université du Tennessee à Memphis. Heslop a rejoint le corps professoral du Baylor College of Medicine en 1997 et en 2006 a été nommée la première titulaire de la chaire Dan L. Duncan au Baylor College of Medicine.
Elle est également directrice du Center for Cell and Gene Therapy (en) du Baylor College of Medicine, du Texas Children's Hospital (en) et du Houston Methodist Hospital (en). Outre la chaire Dan L. Duncan elle est aussi directrice associée de la recherche clinique au Dan L. Duncan Cancer Center.

## Recherches
Avec Cliona Rooney, Heslop a été la première à démontrer que les cellules T cytotoxiques spécifiques d'un antigène pouvaient être utilisées pour éradiquer une malignité établie. Au début des années 1990, Heslop et Rooney ont développé des méthodes de diagnostic précoce de la maladie lymphoproliférative induite par le virus d'Epstein-Barr. La maladie est une complication qui s'est produite dans environ 15 pour cent des greffes de moelle osseuse de membres de la famille non apparentés ou incompatibles à ce moment-là. Les médecins ont généré des lymphocytes T cytotoxiques à partir de donneurs de moelle osseuse. Leur approche thérapeutique de la maladie lymphoproliférative induite par le virus d'Epstein-Barr a depuis été étendue à la maladie de Hodgkin, au  lymphome non hodgkinien et au cancer du nasopharynx. Heslop étudie également l'utilisation de cellules T cytotoxiques tierces pour traiter les infections virales après la transplantation.
En collaboration avec d'autres médecins du Centre de thérapie cellulaire et génique, Heslop mène plus de 20 essais cliniques sur des cellules T spécifiques à l'antigène et génétiquement modifiées. Elle possède une vaste expérience dans le développement et la réalisation d'études de transplantation et de thérapie cellulaire et génique.
Heslop dirige un programme Lymphome SPORE, un projet de programme subventionné du NCI et un centre de recherche spécialisé de la Leukemia and Lymphoma Society (en). Elle est l'actuelle présidente de la Foundation for Accreditation of Cell Therapy et une ancienne présidente de l'American Society of Blood and Bone Marrow Transplantation.

## Publications
Heslop a également été co-éditeur de "Hematology: Basic Principles and Practice, 6th Edition", qui est largement considéré comme l'un des meilleurs manuels d'hématologie disponibles .

## Distinctions
En 2013, elle a reçu un doctorat honorifique en sciences de l'Université d'Otago. En 2021, elle est élue à l'Académie nationale de médecine des États-Unis.